# آدو بونتی
آدو ای. بونتی (Addo E. Bonetti)‏ (۴ آوریل۱۹۲۶–۶ ژوئن۲۰۲۱)، سیاستمدار و تفنگدار نیروی دریایی ایالات متحده بود که به عنوان عضو دموکرات از سال ۱۹۶۷ تا سال ۱۹۷۹ نمایندهٔ حوزه‌ی 175م و 65م در مجلس نمایندگان کنتیکت بود. قبل از حرفهٔ سیاسی، در جریان جنگ دوم جهانی در نیروهای دریایی ایالات متحده خدمت کرد.
بونتی در شهر تورینگتون ایالت کنتیکت متولد و در مدرسهٔ عالی تورینگتون آموزش دید. پس از فراغت از مدرسه، در نیروهای دریایی ایالات متحده خدمت کرد و پس از مجروحیت در نبرد ایوو جیما، مدال شجاعت پرپل هارت برایش اهدا شد. پس از خدمت در نیروهای دریایی، با آغاز کمپین برای کرسی در کمیتهٔ دموکرات شهر، هیئت بررسی مالیات و کارمند شهرداری، وارد سیاست محلی شد.
وی از ناحیهٔ یک‌صدو هفتادو پنجم در مجلس ایالتی انتخاب شد و الی انتخابات سال ۱۹۷۲ با مخالفت جدی مواجه نشد. بونتی و نماینده جان جی. میسیکوسکی، درگیر رقابت بر سر کرسی ناحیه شصت و پنجم شدند و بونتی در ابتداء شکست خورد تا این‌که نتایج ابتدائی باطل شد و انتخابات جدید برگزار شد که بوتنی در این انتخابات برنده شد. او تا سال ۱۹۷۹ در مجلس ایالتی خدمت کرد. بونتی در سال ۲۰۲۱ فوت نمود.

## اوایل زندگی و آموزش
آدو ای. بونتی در ۴ آوریل ۱۹۲۶ شهر تورینگتون ایالت کنتیکت در خانوادهٔ تیریسا برت و دومینیکو بونتی، متولد شد. وی از مدرسهٔ عالی تورینگتون فارغ شد. در ۲۹ ژوئن سال ۱۹۴۴ در نیروهای دریایی ایالات متحده به‌خاطر سربازی نام‌نویسی کرد و در جریان جنگ دوم جهانی خدمت کرد. در جریان جنگ در اثر اصابت نارنجک در کلاه ایمنیش در نبرد ایوو جیما در ۱۲ مارس سال ۱۹۴۵، زخم برداشت و در ۸ ماه ژوئن مدال شجاعت پرپل هارت برایش اهدا شد. بونتی در ۲۴ ژوئیه سال ۱۹۴۶ به‌طور افتخاری از نیروهای دریایی ترخیص شد. بونتی با لئوس ای. سجوگرین ازدواج نمود و تا مرگش در سال ۱۹۷۴ با وی زندگی کرد.

## حرفه

### سیاست‌های محلی
بونتی به‌عنوان بخشی از فهرست نامزدهای انتخاباتی رقیب در فهرست نامزدهای انتخاباتی مورد تأیید حزب دموکرات در سال ۱۹۶۰، برای کرسی کمیتهٔ دموکرات شهر در تورینگتون کاندید شد، اما برنده نشد و فهرست نامزدهای انتخاباتی بیست و چهار نفره بونتی حتی یک کرسی هم بدست نیاورد. بونتی در فهرست بیست و چهار نفره از جمله کاندیدایی بود که بالاترین رای را بدست آورده بود. بونتی پس از استعفای گیدو دا آنجلیس و انتصاب وی در شغلی در زندان لیچفیلد، در هیئت ارزیابی مالیات تعیین شد اما در انتخاب مجدد در سال ۱۹۶۱ برنده نشد. بونتی در سال ۱۹۶۲ از طرف حزب دموکرات به‌عنوان یکی از سی و دو قاضی صلح معرفی شد. در سال ۱۹۶۵ با تأیید کمیتهٔ دموکرات شهر تورینگتون، کاندید کرسی کارمند شهرداری شد اما انتخابات را به فرد برونی باخت.
وی عضو سازمان دموکراتان جوان آمریکا بود و به عنوان حساب‌دار سازمان دموکراتان جوان تورینگتون خدمت کرد. در سال‌های۱۹۶۲ و ۱۹۶۸، به عنوان نماینده در حزب دموکرات ایالتی کنتیکت انتخاب شد.

### مجلس نمایندگان ایالت کنتیکت

#### انتخابات‌ها
بونتی درجریان انتخابات سال ۱۹۶۶ با معرفی حزب دموکرات، از ناحیه یک‌صدو هفتادو پنجم، کاندید مجلس نمایندگان کنتیکت شد و جان سلیفون، کاندید جمهوری‌خواه را شکست داد. بونتی گزارشی از مبالغ یا مصارف در جریان کمپین ارائه نکرد اما گروه شهروندان در حمایت از بونتی، ۴۳۱ دلار از طرف وی مصرف نمود در حالی‌که سلیفون ۹۲ دلار جمع‌آوری و ۹۲ دلار هزینه کرد. بونتی با شکست دادن جوزف پروسینو نامزد جمهوری‌خواه و یکی از اعضای شورای شهر، در انتخابات سال ۱۹۶۸ مجدداً برنده شد. در انتخابات سال ۱۹۷۰، سلیفون، نامزد جمهوری‌خواه را شکست داد.
بونتی و نماینده جان جی. میسیکوسکی، هردو پس از ناحیه‌بندی مجدد قانونی سال ۱۹۷۲، به ناحیهٔ شصت و پنجم انتقال نمودند. کمیتهٔ دموکرات شهر تورینگتون با پنجاه و نه رای در برابر دو رای، کاندیداتوری در مرحلهٔ مقدماتی حزب دموکرات، را تأیید نکرد. بونتی در انتخابت مقدماتی با اختلاف یک رای توسط میسیکوسکی شکست خورد و شمارش مجدد آرا با یک رای پیروزی میسیکوسکی را ابقا کرد. با این وجود، قاضی جورج سدین، نتایج مرحلهٔ مقدماتی را به دلیل رای اشتباه یک جمهوری‌خواه در مرحلهٔ مقدماتی، باطل اعلام کرد. بونتی در دور دوم مرحله مقدماتی میسیکوسکی را شکست داد و در انتخابات عمومی در برابر ادوین آر. چادویک، کاندید جمهوری‌خواه به پیروزی رسید. در انتخابات سال ۱۹۷۴، ویلیام تی. بررنتی، کاندید جمهوری‌خواه را شکست داد. در انتخابات مجدد در سال ۱۹۷۶، در مقابل جورج اچ. کریستین، کاندید جمهوری‌خواه، پیروز شد.
بونتی برای انتخاب مجدد در سال۱۹۷۸ کاندید نشد و کمیتهٔ دموکرات شهر تورینگتو، میسیکوسکی را تأیید کرد. میسیکوسکی جانشین وی در مجلس ایالتی، انتخاب شد.

#### دوران تصدی شغلی
بونتی در جریان انتخابات فرمانداری سال ۱۹۷۴، از الا گراسو برای نامزی حزب دموکرات‌ها حمایت نمود. بونتی در سال ۱۹۷۵، توسط رئیس جیمز جی. کانلی الی ۱۷ مارس سال ۱۹۷۶، در کمیتهٔ مشورت مالی منصوب شد. در جریان تصدی در این سمت، به عنوان نائب رئیس کمیتهٔ تخصیص {پول و بودجه} خدمت کرد.

## اواخر زندگی
بونتی در سال ۱۹۷۹ تصمیم داشت تا برای کرسی شهرداری شهر تورینگتون، کاندید شود. متعاقب مرگ ادوراد سالیوان، بونتی توسط کمیسیون خدمات سالمندان، مدیر خدمات سالمندان انتخاب شد. با وجودی‌که این کمیسیون بونتی را به‌عنوان مدیر پیشنهاد نموده بود، اما شهردار مایکل جی. کانوی، در عوض وی مارگارت مورفی را به‌عنوان مدیر منصوب نمود. جورج پی. آویتابیل، رئیس این کمیسون در اعتراض به این تصمیم استعفا کرد. بونتی بعدها به عنوان دستیار جان گروپو، رهبر اکثریت مجلس کار نمود.
رابرت ام. فالتین، کارمند شهرداری تورینگتون، پس از محکومیت به مجازات نقدی ۵٬۰۰۰ دلاری و حبس تعلیقی به مدت یک‌سال به دلیل عدم ارائه اظهارنامه مالیات بر عایدات فدرال در سال ۱۹۷۷، اعلام کرد که برای دورهٔ هفتم در سال ۱۹۸۱ کاندید نمی‌شود. بونتی برای کاندیداتوری درخواست داد و فرانک کاپرا، نامزد مورد تأیید کمیتهٔ دموکرات شهر در مرحلهٔ مقدماتی شکست داد. در انتخابات عمومی، ریچارد زهراک، نامزد جمهوری‌خواه را شکست داد. در انتخابات سال ۱۹۸۵ مجدداً در برابر روگر اف. پولیک، کاندید جمهوری‌خواه به پیروزی رسید و کاندیدی بود که بیشترین آرا را در انتخابات‌های شهر تورینگتون بدست آورد. در سال ۱۹۸۹ بدون مخالفت، مجدداً پیروز انتخابات شد. بونتی دیگر کاندید نشد و فرانک آر. وایلوت در سال ۱۹۹۲ به‌جای وی انتخاب شد.
بونتی در جریان انتخابات فرمانداری سال ۱۹۸۶، از فرماندار ویلیام اونیل، حمایت کرد. در جریان انتخابات شهرداری تورینگتون در سال ۱۹۹۵، از مری جان گرینگ حمایت کرد و رهبری کمپین او را به عهده داشت.
بونتی در ۶ ژوئن سال ۲۰۲۱ به عمر ۹۵ فوت نمود.